# Transoribates agricola
Transoribates agricola är en kvalsterart som först beskrevs av Nakamura och Aoki 1989.  Transoribates agricola ingår i släktet Transoribates och familjen Protoribatidae. Inga underarter finns listade i Catalogue of Life.